# Beoci
Beoci (cyr. Беоци) – wieś w Serbii, w okręgu raskim, w gminie Raška. W 2011 roku liczyła 388 mieszkańców.